# Беймо, Феликс
Феликс Улоф Аллан Нельсон Беймо (швед. Felix Olof Allan Nelson Beijmo; 31 января 1998, Стокгольм, Швеция) — шведский футболист, защитник клуба «Мальмё», выступающий на правах аренды за клуб «Орхус».

## Клубная карьера
Беймо — воспитанник клуба «Броммапойкарна». 3 апреля 2015 года в матче против «Эстерсунда» он дебютировал в Суперэттан. По итогам сезона клуб вылетел в более низший дивизион. 8 октября в поединке против «Акрополиса» Феликс забил свой первый гол за «Броммапойкану». В начале 2017 года Беймо перешёл в «Юргорден». 3 апреля в матче против «Сириуса» он дебютировал в Аллсвенскан лиге. 16 сентября в поединке против «Эребру» Феликс забил свой первый гол за «Юргорден». В 2018 году он помог команде завоевать Кубок Швеции.
Летом того же года Беймо перешёл в немецкий «Вердер». Сумма трансфера составила 3 млн евро. В августе 2019 года Беймо вернулся в Швецию, подписав контракт с «Мальмё». В последний день зимнего трансферного окна сезона 2019/20 Беймо на правах аренды присоединился к немецкому клубу «Гройтер Фюрт».

## Достижения
«Юргорден»
- Обладатель Кубка Швеции: 2017/18